# داني غوثري
دانييل غوثري (بالإنجليزية: Danny Guthrie)‏، من مواليد 18 ابريل 1987 في شرووسبوري في إنجلترا، لاعب كرة قدم إنجليزي.
بدأ مسيرته الكروية مع نادي ليفربول في عام 2005، وفي عام 2007 أعير إلى نادي ساوثامبتون، ولعب معهم 10 مباريات ومن ثم أعير إلى بولتون واندرز، قبل أن ينتقل في صيف 2008 إلى نادي نيوكاسل يونايتد.

## روابط خارجية
- داني غوثري على موقع الاتحاد الأوربي (الإنجليزية)
- داني غوثري على موقع قاعدة بيانات كرة القدم.إي يو (الإنجليزية)
- داني غوثري على موقع Soccerbase.com (لاعب) (الإنجليزية)
- داني غوثري على موقع Soccerway.com (الإنجليزية)
- داني غوثري على موقع عالم كرة القدم.نت (الإنجليزية)
- داني غوثري على موقع AS.com (الإسبانية)